# Synagoge van Besançon
De synagoge van Besançon (Hebreeuws: בית הכנסת הגדול בזאנסון   Beit ha knesset hagadol bezanson ;  Jiddisch: ול פון בעזאנסאן 
Arabisch ; كنيس بيزانسون), meer zelden 'tempel israite de Besançon'  genoemd, is de belangrijkste synagoge van de Franse stad Besançon (Bourgogne-Franche-Comté). Het gebouw is gelegen aan de Quai de Strasbourg nr. 23, in de wijk Battant. Het gebouw is de opvolger van een eerdere synagoge, gebouwd in 1830 in de rue de la Madeleine 19 door Pierre Marnotte (1797-1882). Deze synagoge werd te klein om de hele gemeenschap te huisvesten, die snel groeide in de jaren 1860 (472 mensen in 1854). De bouw, naar een ontwerp van Pierre Marnotte, duurde van 1867 tot 1870, maar werd al ingewijd op 18 november 1869. Het is een meesterwerk in Hispano-Moorse stijl, geïnspireerd door de Mezquita in Cordoba en door het Alhambra in Granada. Het is de belangrijkste ontmoetingsplaats voor Joden in de stad. De plaats van aanbidding werd tijdens de Tweede Wereldoorlog en de bezetting van Frankrijk door Duitsland door de Wehrmacht omgevormd tot veevoederwinkel. Het gebouw heeft geen noemenswaardige verandering ondergaan in architectuur.
Het plan, de decoraties en het meubilair maken dit gebouw tot een van de meest originele in de stad. Naast zijn atypische stijl, is de aanwezigheid opmerkelijk van twee minaretten, glas-in-loodramen, een sculptuur van de stenen tafels van de wet, een orgel, evenals een heilige ark. In het bijzonder in de verfijning en  realisatie daarvan. De synagoge is nog steeds actief en open voor het publiek, vooral tijdens de open monumentendag. De religieuze dienst houdt vast aan de tradities van de Sefardische ritus, hoewel mannen en vrouwen niet langer van elkaar gescheiden zijn. De traditionele samenkomsten trekken echter niet meer dan dertig gelovigen aan, en de grote feesten zoals het Pascha en het Joods Nieuwjaar minder dan honderd, terwijl de synagoge ruim 200 gelovigen kan herbergen. Het gebouw is zetel van de synagogeraad van Besançon. De joodse persoonlijkheden van de stad waren allemaal verbonden met de synagoge, niet alleen rabbijnen zoals Paul Haguenauer, die stierf tijdens deportatie, of René Gutman, opperrabbijn van Straatsburg maar ook de familie Veil-Picard en de andere grote joodse families in de stad. Samen met de Joodse begraafplaats, getuigt de synagoge van het belang van de geschiedenis van de Joodse gemeenschap in Besançon.
Sinds 1984 is het gebouw een historisch monument.

## Afbeeldingen

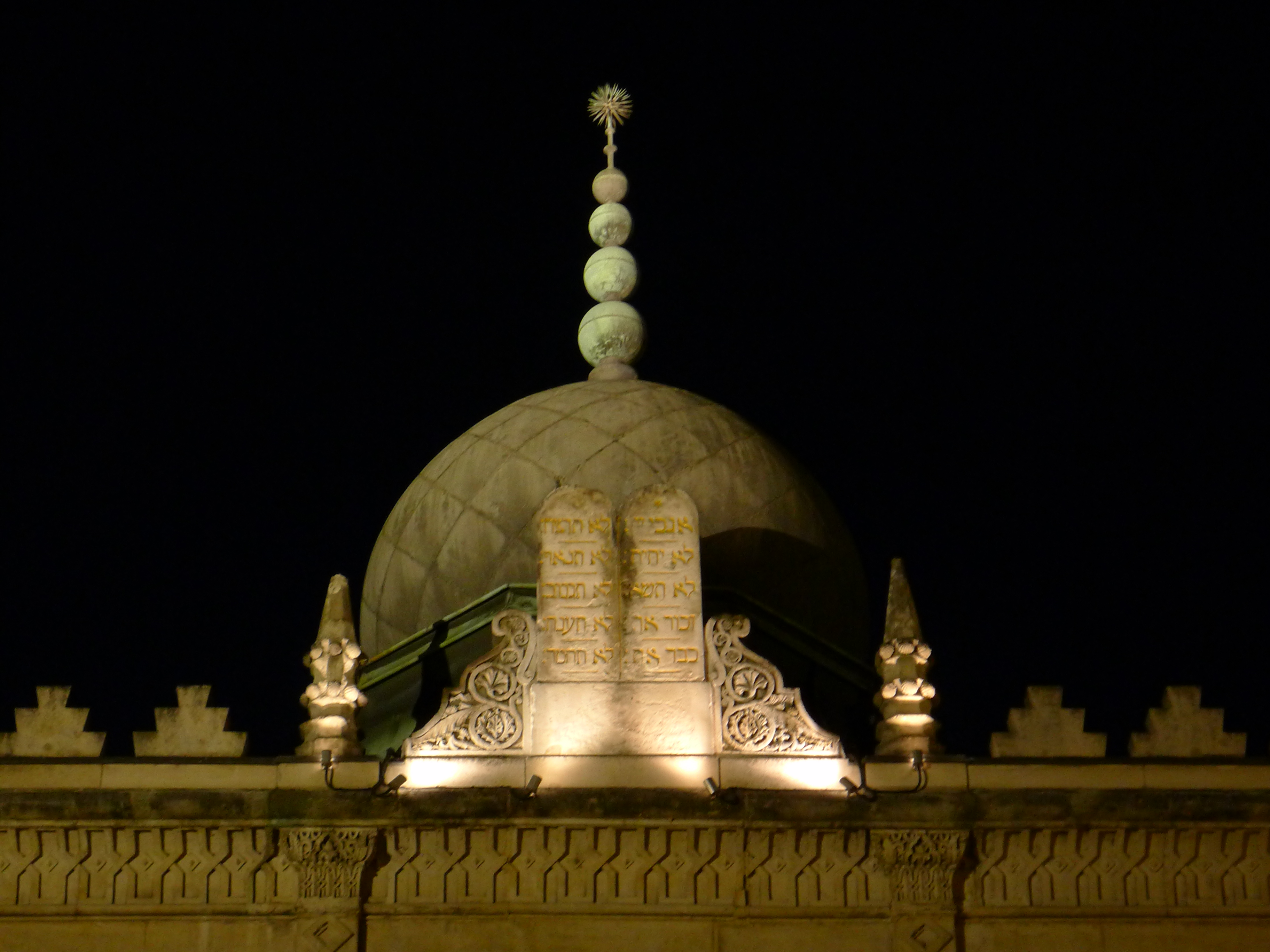
Tafelen der wet, voorgevel boven de hoofdingang
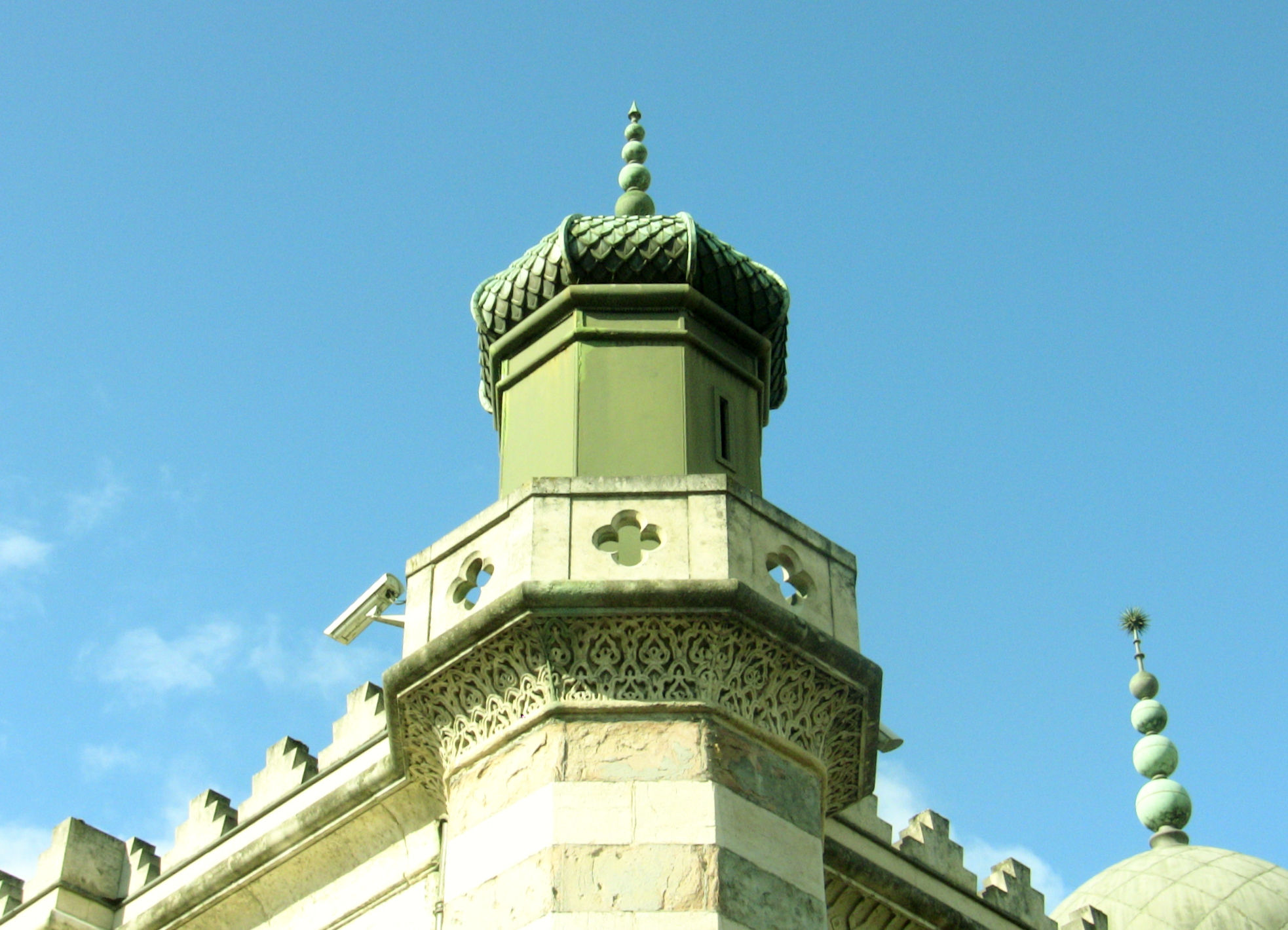
Détail van een minaret
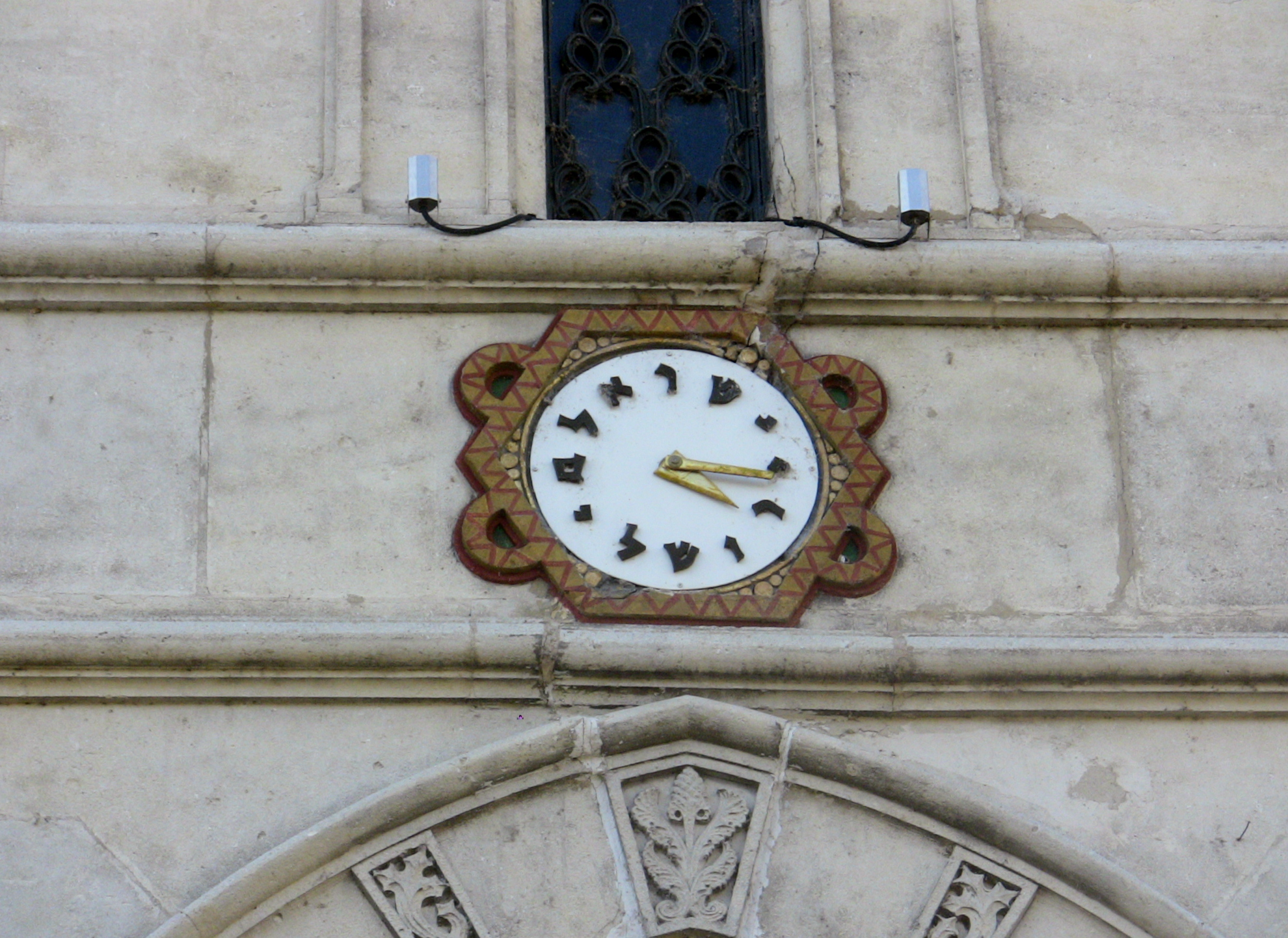
Klok met Hebreeuwse cijfers
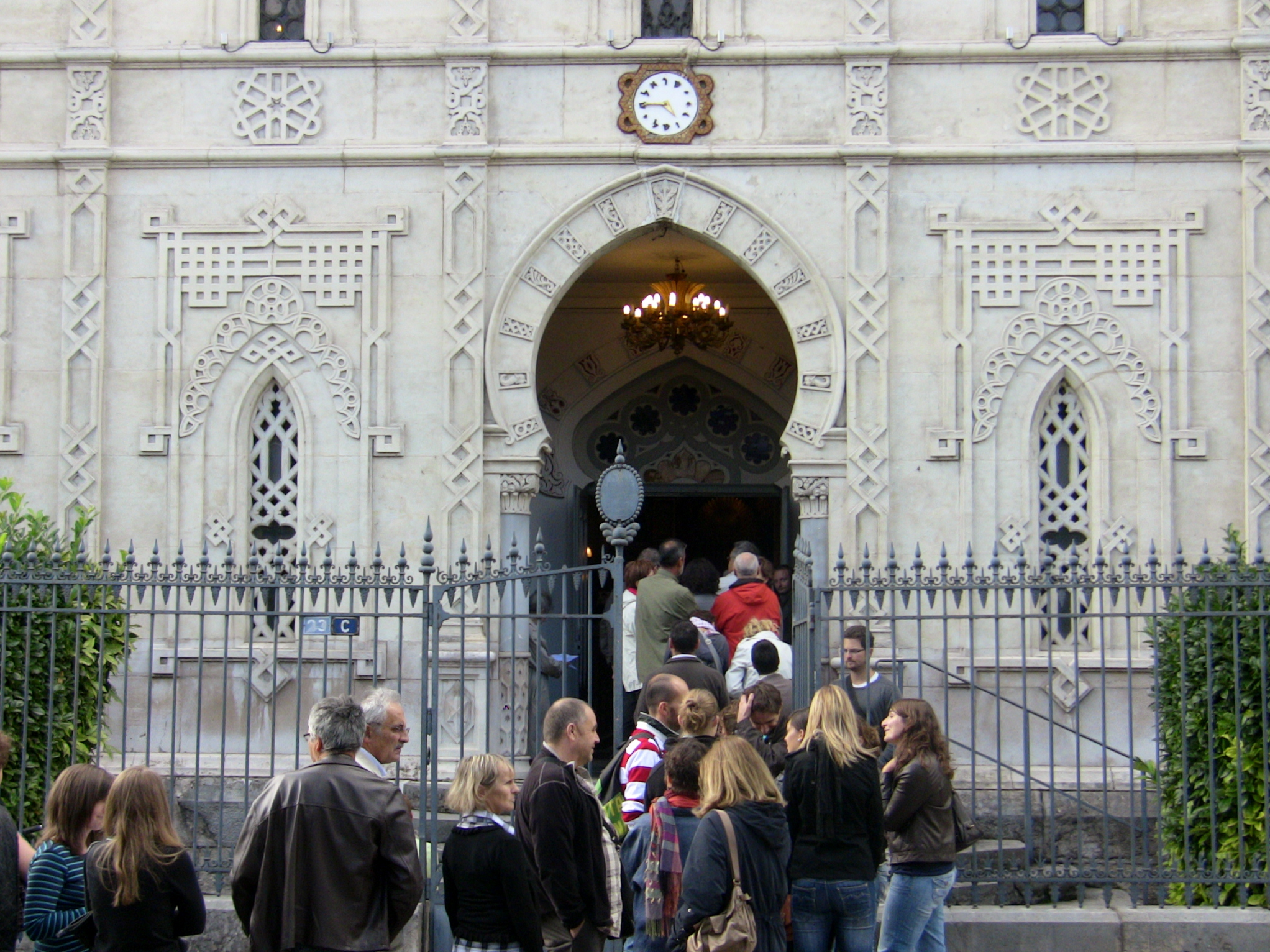
Hoofdingang
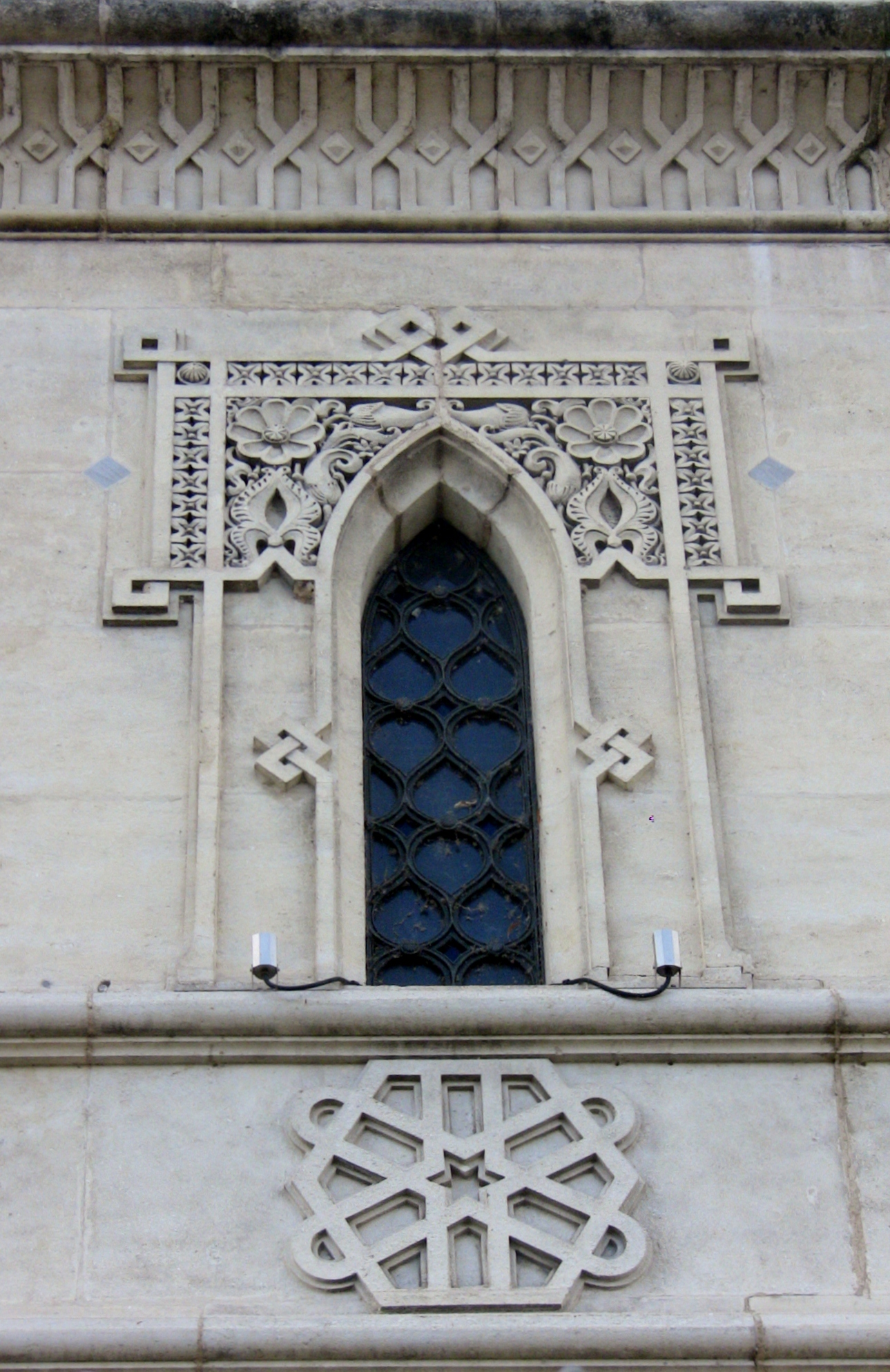
Glas in loodraam, buitenzijde
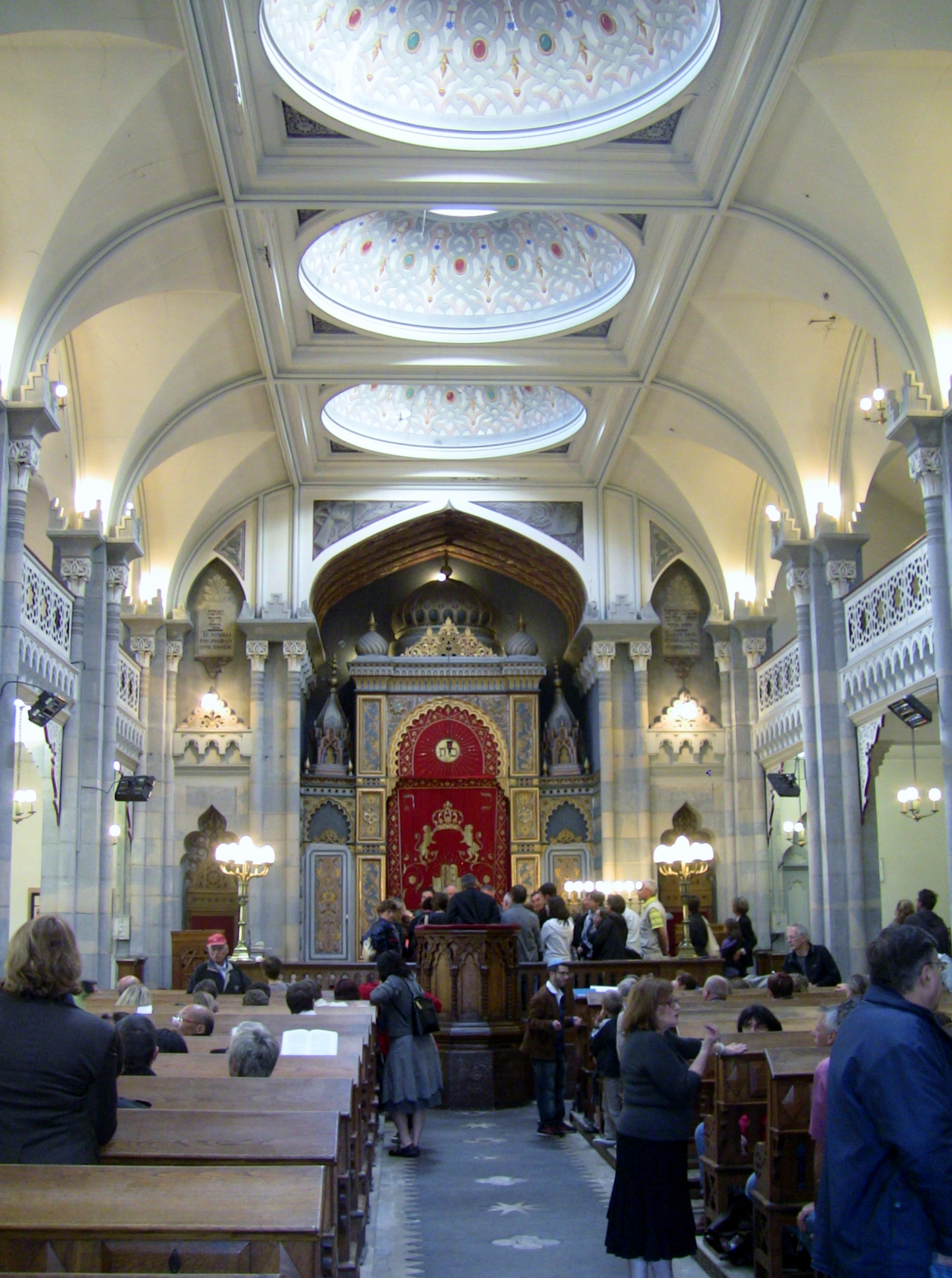
Interieur vanuit de hoofdingang
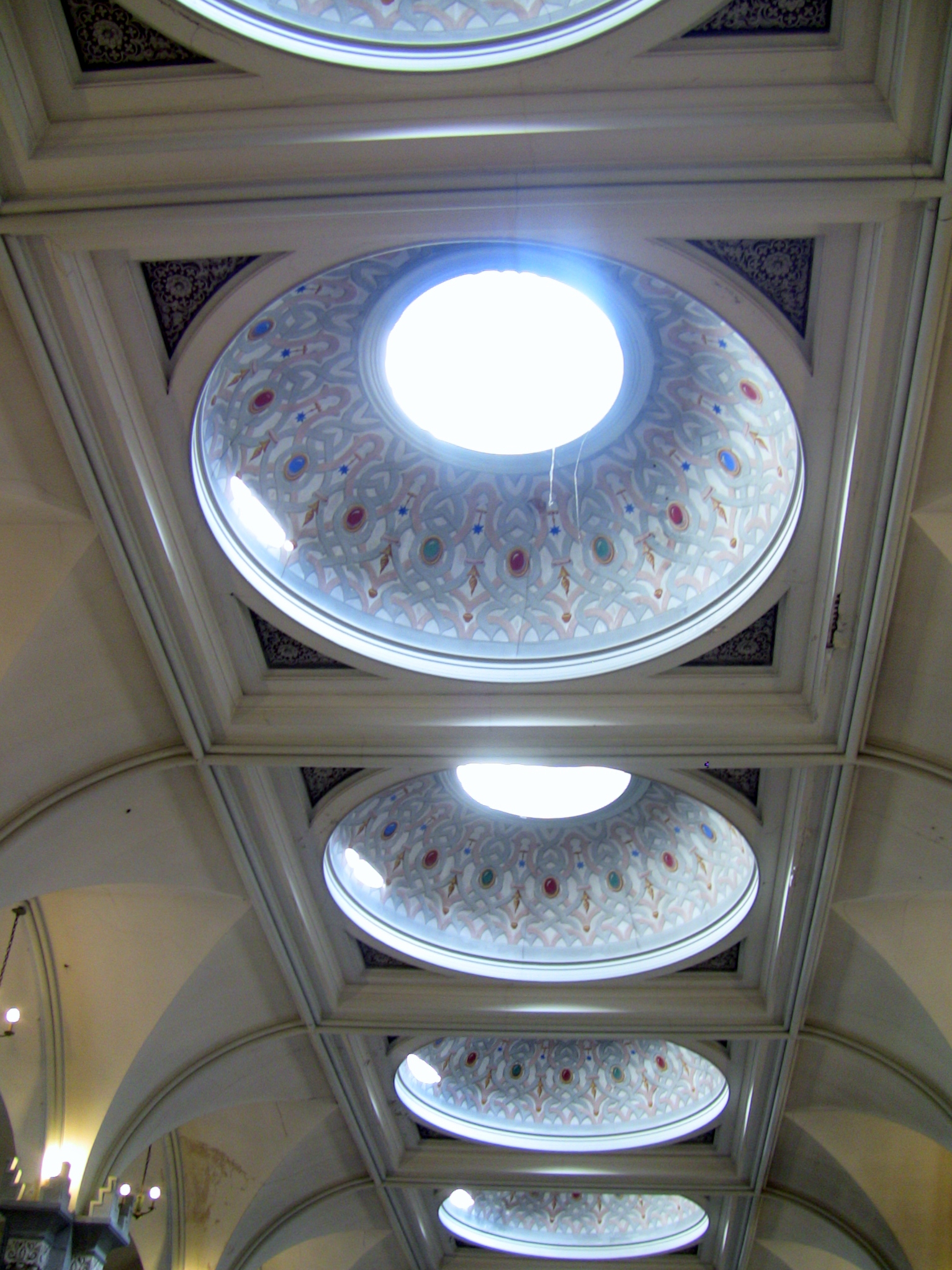
Dakkoepels
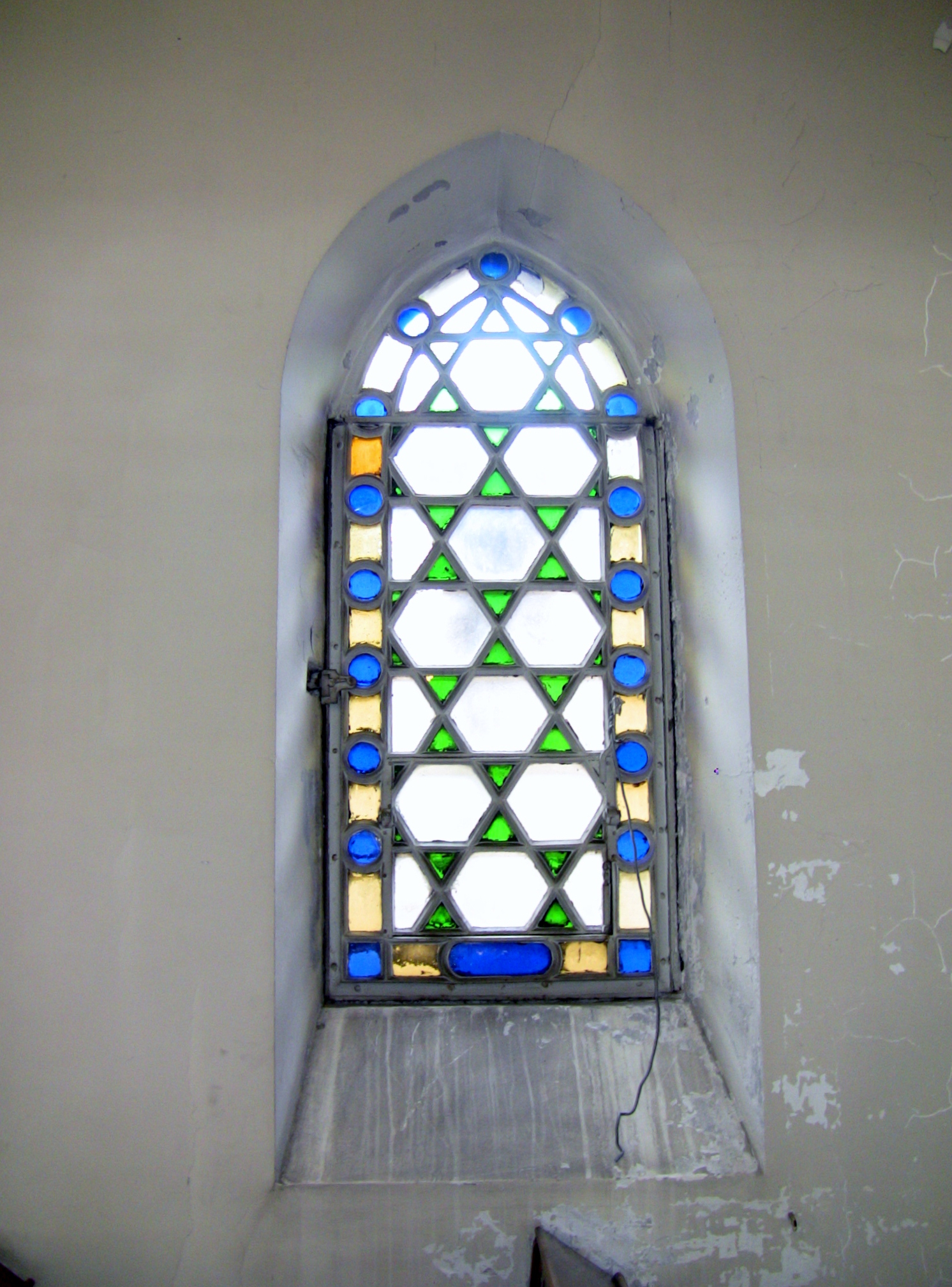
Détail van venster
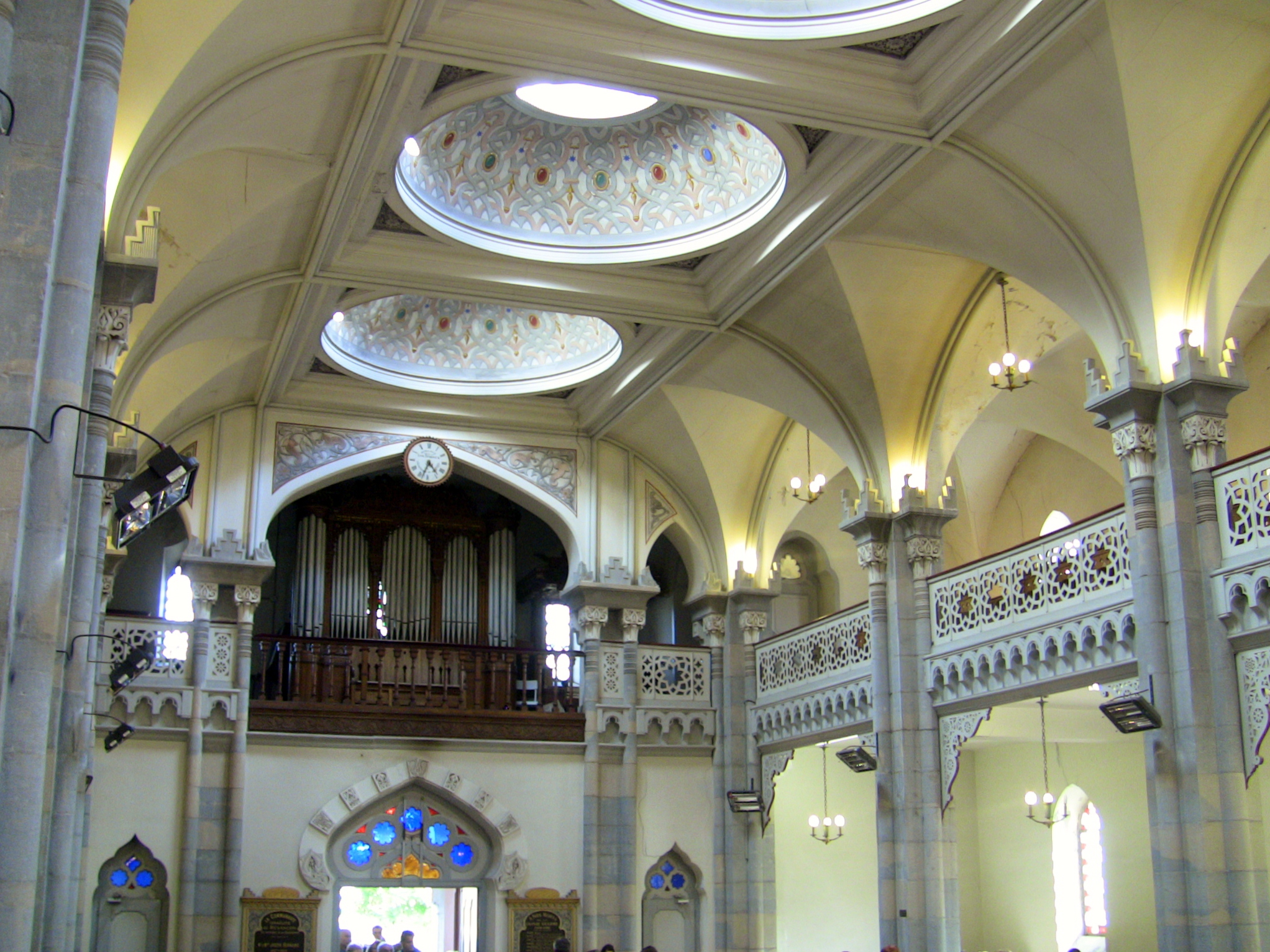
Zicht op balkons en plafond.
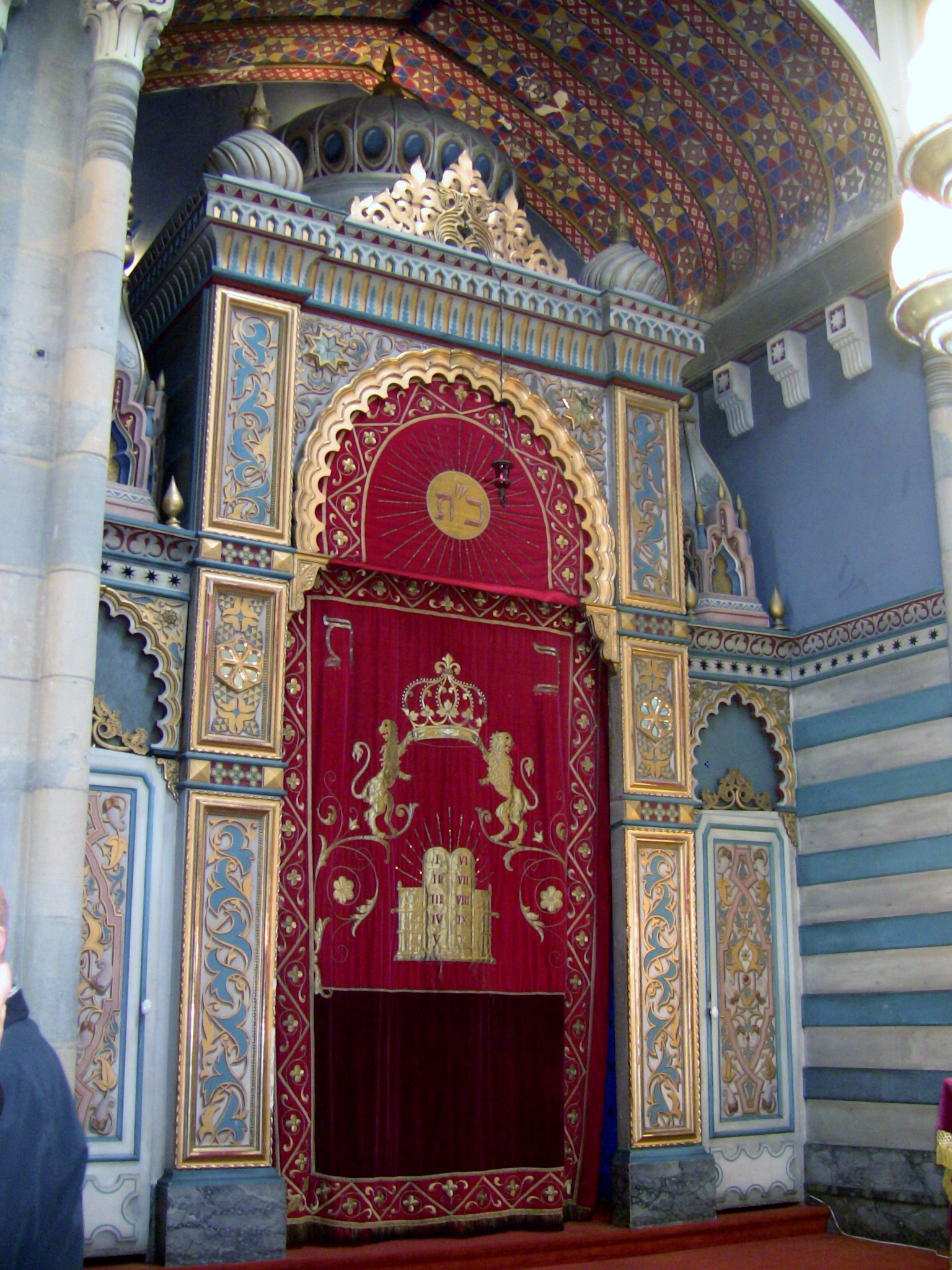
Heilige ark, bevattende de Torahrollen.
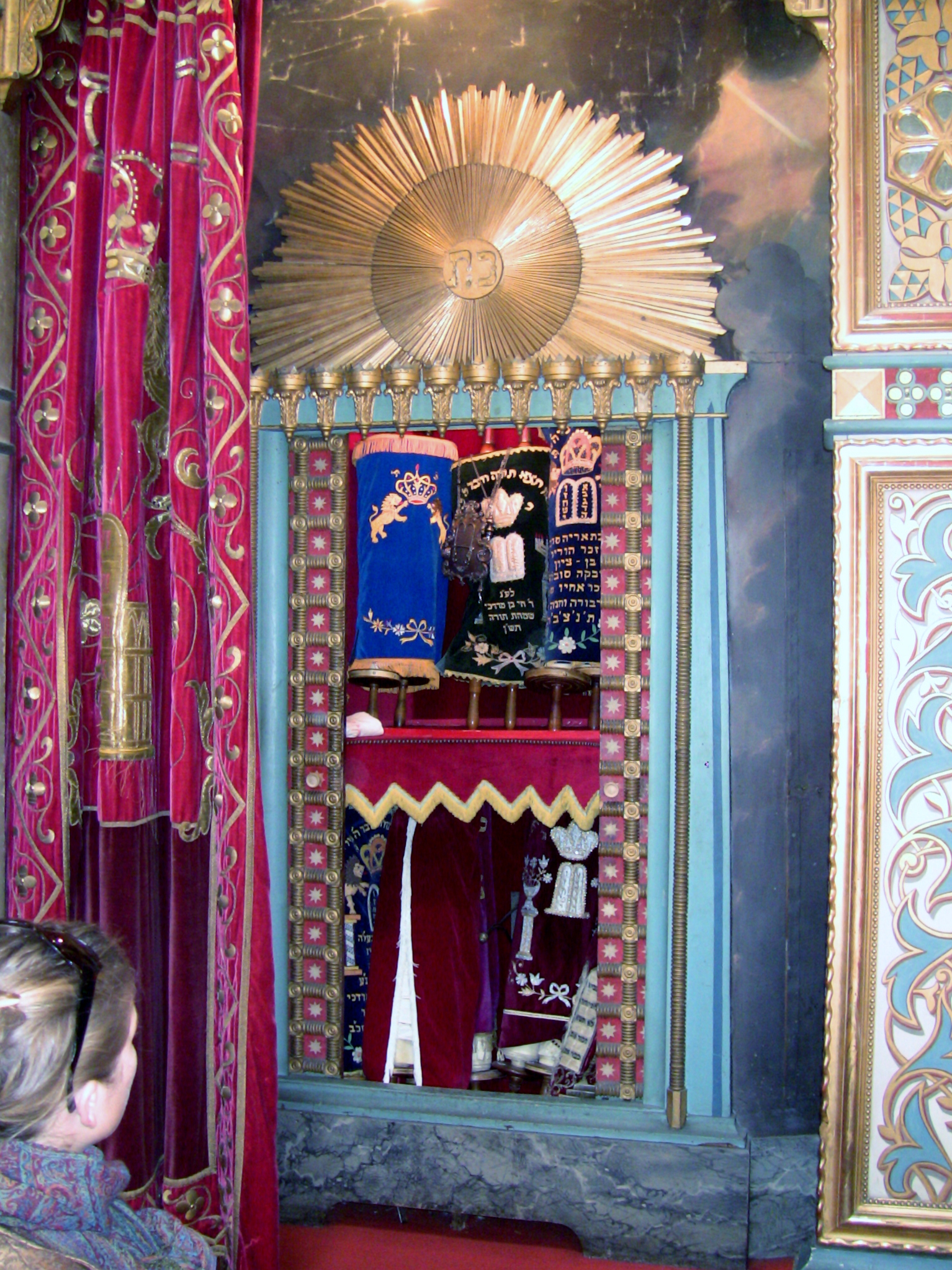
Heilige ark, binnenkant
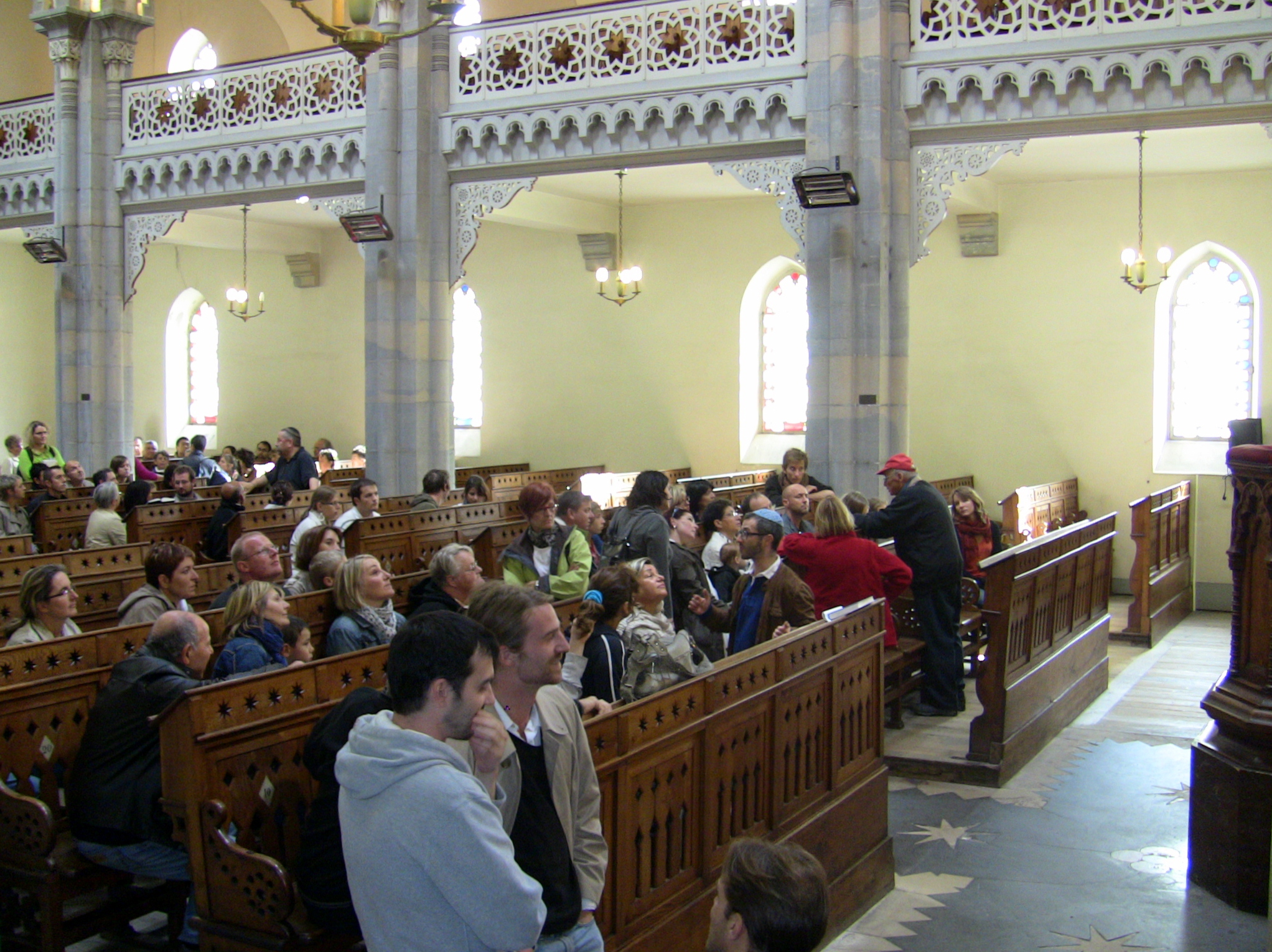